# Метро 2033: Питер
«Метро 2033: Пи́тер» — роман Шимуна Врочека в жанре постапокалиптики, третья книга серии «Вселенная Метро 2033». Повествует о похождениях молодого сталкера Ивана Меркулова, живущего в постъядерном Санкт-Петербурге.

## Сюжет
Книга начинается с того, что Иван отправляется за некой вещью на заброшенную Приморскую. Там он сталкивается с мутировавшим осьминогом. После возвращения он встречается со своей любимой девушкой.
На станции любят показывать фильм «Два бойца», однако в этот раз там объявляется тревога. Иван приходит к руководству и узнаёт, что украден электрогенератор, а член его отряда убит. Предположительно, в этом замешаны бордюрщики (уроженцы Москвы и Татарстана) с Маяковской и Площади Восстания. Начинается война. На Адмиралтейской Иван набирает отряд, но первый штурм оканчивается поражением. После захвата Маяковской армия Приморского Альянса, используя галлюциногенные грибы, захватывает и Площадь Восстания и учиняет там погром. Вскоре Иван обнаруживает в техническом туннеле царя бордюрщиков Ахмета. Тот говорит, что бордюрщики в бедах Василеостровской не замешаны. Однако Маяковская уже досталась Приморскому альянсу.
Иван понимает, что кража электрогенератора — операция под фальшивым флагом, организованная главой Альянса, его службой безопасности и другом Ивана, Сазоновым. В туннеле он встречается с Сазоновым, который стреляет в Ивана в упор. Однако Иван выживает — его спасает тугая повязка на месте ушиба, полученного на Приморской. Ивана выхаживает бывалый ослепший сталкер, живущий в мини-бункере.
Иван составляет план мести и уходит в сторону Выборгской, чтобы в обход занятого Альянсом узла пройти на Невский проспект. По пути он узнаёт, как вернуть электричество на родную станцию — необходимо найти пункт управления электропитанием метро. В Новой Венеции Иван встречает своих старых друзей: члена своего отряда Кузнецова и скинхеда Уберфюрера. При выходе со станции он попадает в неожиданную западню слепых сектантов. Следующее, что он помнит — это Просвет, где и живут сектанты. Слепые верят в грешность мира и считают, что очищение и прозрение человечество сможет получить только тогда, когда лишится самого основного — зрения, и ослепляют своих пленников.
В стане слепых главный герой встречает старых знакомых — Кузнецова, Уберфюрера, профессора Водяника — и заводит нового — научного работника с Техноложки, негра Манделу. Вместе им удаётся сбежать и попасть в Техноложку. Там Иван узнаёт о беде родной станции — блокаде. Это говорит о прекращении подачи электроэнергии, а значит, и медленную смерть для всех её обитателей. Незадолго до этого Сазонов убивает руководителя Службы безопасности Альянса, и теперь его глава считает Ивана террористом.
В отчаянии главный герой вместе с группой своих товарищей принимает решение отправиться на ЛАЭС. Несколько раз он слышал об этом месте как о возможном пункте, с помощью которого электричеством обеспечивается всё метро. Профессор остаётся в кругу учёных, а к команде Ивана присоединяются корабельный штурман Красин и товарищ Уберфюрера Седой. Вместе они приводят в действие подлодку С-189 и доплывают до атомной станции. Она и вправду существует и даже работает. На ней живёт один человек — учёный, которого катастрофа по воле случая застала на рабочем месте. Надежды о спасении станции с помощью подачи электроэнергии с ЛАЭС рушатся. Становится понятно, что это невозможно. Смотритель делает предположение, что вернуть электричество на станцию Василеостровская можно только в метро, в закрытой его части, построенной для правительства, где, по его мнению, должен располагаться щит управления. Назад к метро Иван возвращается один. Его команда, каждый член которой для Ивана стал другом, погибают в пути.
По следам Ивана всё это время идёт серый монстр — «пассажир»; так его прозвали, когда Иван столкнулся с ним на подводной лодке по пути к ЛАЭС. Вернувшись в метро, Иван попадает в её правительственную часть — бункер «Эдем». Там он заставляет дежурного включить подачу электричества на Василеостровской.
Наконец, герой добирается до дома. У старика-дяди он выясняет, что на его невесте хочет жениться Сазонов и что Мемов — глава Альянса — его настоящий отец. Иван внезапно появляется на свадьбе, высказывает претензии Мемову и убивает Сазонова на дуэли. В этот момент на станцию врывается «пассажир», который оказывается легендарным мутантом Блокадником. Мемов и почти все члены бывшей команды Ивана гибнут, сам Иван ранен. Становится понятно, что мутанта использовало враждебное государство — империя Веган, — и назревает новая война.

## Выход романа
Оригинальное издание романа вышло в продажу в феврале 2010 года. Кроме русского, роман был позже издан и на нескольких других языках.
| Страна           | Язык        | Название романа в издании             | Дата выхода           | Издательство         |
| ---------------- | ----------- | ------------------------------------- | --------------------- | -------------------- |
| Венгрия          | венгерский  | A pétervári háború                    | 2015 год              | Európa Könyvkiadó    |
| Германия         | немецкий    | Piter                                 | 12 марта 2012 года    | Random House         |
| Испания          | испанский   | San Petersburgo                       | 25 сентября 2012 года | Planeta de Libros    |
| Италия           | итальянский | Piter                                 | 1 мая 2012 года       | Multiplayer Edizioni |
| Польша           | польский    | Piter                                 | 9 ноября 2011 года    | Insignis Media       |
| Республика Корея | корейский   | 메트로 2033 유니버스: 지하의 노래(하) | январь 2016 года      | Jeumedia             |
| Россия           | русский     | Метро 2033: Питер                     | февраль 2010 года     | АСТ                  |